# Богданова, Людмила Юрьевна
Людмила Юрьевна Богданова (род. 12 августа 1983, Кишинёв) — российская дзюдоистка, чемпионка и призёр чемпионатов России, мастер спорта России международного класса.

## Биография
Член сборной команды страны в 2001—2010 годах. Участница Олимпийских игр 2008 года в Пекине. В 1/8 финала проиграла кубинской спортсменке Янет Бермой. В утешительной серии выиграла три схватки, но проиграла будущей бронзовой призёрке, японке Рёко Тани. Оставила большой спорт в 2010 году.

## Спортивные результаты
- Чемпионат России по дзюдо 1999 года — ;
- Чемпионат России по дзюдо 2001 года — ;
- Чемпионат России по дзюдо 2004 года — ;
- Чемпионат России по дзюдо 2005 года — ;
- Чемпионат России по дзюдо 2006 года — ;
- Чемпионат России по дзюдо 2007 года — ;
- Чемпионат России по дзюдо 2008 года — ;
- Чемпионат России по дзюдо 2009 года — ;
- Чемпионат России по дзюдо 2010 года — ;

## Награды
- Орден Дружбы (14 октября 2020) — за заслуги в развитии физической культуры и спорта, активную общественную деятельность[1].